# Саут Вебстер (Охајо)
Саут Вебстер (енгл. South Webster) град је у америчкој савезној држави Охајо.

## Демографија
По попису из 2010. године број становника је 866, што је 102 (13,4%) становника више него 2000. године.
| Група             | 2000.       | 2010.       |
| Белци             | 751 (98,3%) | 848 (97,9%) |
| Афроамериканци    | 0 (0,0%)    | 1 (0,1%)    |
| Азијати           | 0 (0,0%)    | 3 (0,3%)    |
| Хиспаноамериканци | 5 (0,7%)    | 3 (0,3%)    |
| Укупно            | 764         | 866         |